# Athenaeum Boekhandel
Athenaeum Boekhandel (Amsterdam, 1966) is een van de grootste onafhankelijke boekhandels van Amsterdam. De hoofdvestiging aan het Spui werd in 1966 geopend door Johan Polak en Rob van Gennep. In 1976 werd de boekhandel zelfstandig. Van 2018 tot 2024 volgden overnames van de boekhandels Het Martyrium, Van Rossum en Scheltema.

## Geschiedenis
Athenaeum Boekhandel is voortgekomen uit Polak & Van Gennep Uitgeversmaatschappij B.V., door Johan Polak en Rob van Gennep opgericht in 1962. De boekhandelsactiviteit (in de vorm van een door Johan Polak gestichte eenmanszaak) ontstond min of meer spontaan doordat Johan Polak zich het lot aantrok van een paar bijna ter ziele zijnde boekhandels, in de Banstraat en de Van Woustraat, en in Maastricht. Deze vestigingen zijn aan het einde van de jaren zestig en het begin van de jaren zeventig ook alle drie weer overgedaan respectievelijk verdwenen.
De winkel aan het Spui was wél een nieuwe boekhandel; volgens de overlevering ontdekte Rob van Gennep dat de daar gevestigde schilderijenhandel ermee wilde ophouden en het pand te koop was. De boekhandel werd ingericht door interieurarchitecten Wiek Röling en Patrice Girod. De opening vond plaats in september 1966. De boekhandel bestreek toen nog niet een derde van het huidige oppervlak. Voor en kort na de opening van het Nieuwscentrum (in oktober 1969) kwamen er stukjes verkoopruimte bij, in 1978 de nieuwe ruimte voor de afdeling sociale wetenschappen en in 1992 de nieuwe talenafdeling en de goederenontvangst. In 2018 zijn de muren tussen Boekhandel en Nieuwscentrum doorgebroken en in 2022 heeft de goederenontvangst plek gemaakt voor meer boekenkasten.
De eerste jaren waren ronduit woelig, geheel naar analogie met wat zich in de stad voordeed. De rol die de boekhandel in de maatschappelijke discussie speelde, simpelweg door haar brede en ongecensureerde aanbod, zorgde voor het imago van 'linkse boekhandel'; een ideologische basis daarvoor was er niet.
Bedrijfsmatig gesproken veranderde er het een en ander met de komst van Guus Schut als manager in 1973, wat de aanzet was tot de verzelfstandiging van de boekhandel in 1976. Van een eenmanszaak werd het een besloten vennootschap, waarin Polak, Schut en een stichting namens het personeel aandelen in hadden. Schut werd als directeur opgevolgd door Maarten Asscher (2004-2018) en daarna Caroline Reeders (2018-2021). Sinds 2021 zijn Paulien Loerts (directie) en Derk Haank eigenaar van het bedrijf. In 2024 namen ze Scheltema van Novamedia over.

## Vestigingen en filialen

### Huidige vestigingen
- Athenaeum Boekhandel Haarlem (1988-heden)
- Boekhandel het Martyrium (1982, overname 2018)
- Boekhandel Van Rossum (1931, overname 2020)
- Athenaeum Boekhandel Zuidoost (2022-heden) in winkelcentrum Amsterdamse Poort bij station Bijlmer ArenA. Specialisaties: Surinaamse en Caraïbische literatuur, black history en queer literatuur, kinderboeken met een focus op diversiteit en inclusie.[5][6]
- Boekhandel Scheltema (overname 2024)

### Voormalige filialen
De boekhandel had diverse filialen in musea en vestigingen van de Hogeschool (HvA) en Universiteit van Amsterdam (UvA).
- Amsterdam Museum (2008-2016)
- Europaboulevard HvA (1998-2003)
- Kohnstammhuis HvA/UvA (1998-2016)
- Roeterseilandcampus UvA (2015-2020)
- Rijksmuseum Amsterdam (2013-2023)

## Publicaties
- Joris van Casteren: Is u bekend met het alfabet? Verhalen uit een boekhandel. Amsterdam, Bas Lubberhuizen, 2016. ISBN 9789059374638